# Concha Buika
María Concepción Balboa Buika, dite Concha Buika et Buika, est une chanteuse espagnole d'origine équatoguinéenne, née le 11 mai 1972 à Palma de Majorque en Espagne. Elle grandit parmi des Gitans et mêle d'une voix aux inflexions rauques le flamenco, la copla, le jazz, la soul et le funk. Elle est, selon sa maison de disques, Warner Music Spain, l'une des chanteuses les plus singulières du panorama de la musique espagnole du moment.

## Biographie

### Famille et jeunesse
Les parents de Concha Buika fuient leur pays, la Guinée équatoriale, ancienne colonie espagnole d'Afrique, alors sous la férule du dictateur équatoguinéen Francisco Macías Nguema (1968-1979), reconnu coupable de génocide. Ils s'installent à Palma de Majorque aux îles Baléares où Concha (hypocoristique de María Concepción) Balboa Buika naît le 11 mai 1972,. En réaction à cette époque coloniale, son bras gauche porte désormais un tatouage : « Ce sont les noms tribaux de mes proches […] en Guinée équatoriale, les prêtres espagnols venus nous baptiser nous ont obligés à prendre des noms chrétiens, mais nous avons conservé les noms traditionnels. Le premier est celui de ma mère, puis le mien, Kitailo, hérité de ma grand-mère. Ensuite ceux de mes sœurs, puis de mes nièces, enfin celui de mon fils ».
Au foyer, on parle et chante bubi, une langue menacée de disparition au profit du fang en Guinée équatoriale. Son père, mathématicien et poète, disparaît sans donner d'explication quand Concha a neuf ans. Elle le décrit ainsi : « Mon père, c'était un dissident, un socialiste. Il était écrivain, croyait à la force de la parole. Il combattait la dictature mais voulait imposer ses idées par la force. Il était, à sa manière, un dictateur ». Sa mère élève la famille seule.
La nombreuse fratrie grandit dans le quartier le plus déshérité de Palma : le barrio (quartier) Chino, au milieu de prostituées et de toxicomanes. Concha Buika fréquente volontiers la marge et le monde des Gitans, où elle s'imprègne de flamenco. « Quand j’avais seize ans, je chantais et je clappais des mains dans les rues. En rentrant de l’école, on entendait de la musique qui s’échappait des fenêtres […] ». « Beaucoup de poètes qui fuyaient la répression franquiste se sont cachés dans les quartiers gitans. C’est là qu’ils ont écrit de sublimes textes flamencos chantés par les Gitans. Le flamenco appartient à quiconque veut le ressentir et le vivre. […]. »
Comme elle le chante dans New Afro Spanish Generation sur son premier album, elle n’est ni gitane, ni gadji, ni espagnole. Sa voix porte autant les accents des chants africains de son enfance que des disques d'Édith Piaf qu'écoute sa mère ou des lamentos vibrants, déchirant les rues sordides de son quartier.

### Ses débuts
Concha Buika part pour Londres « sans objectif, ni argent, sans même parler l’anglais », à un moment où elle ne sait pas « où poser [s]es fesses » et où elle apprend qu’il est possible de « survivre partout ». « J'ai fait toutes sortes de métiers et [je n'ai] jamais pleuré sur mon sort. J'ai nettoyé des bureaux et des cafés, chanté dans des mariages. J'ai même été hôtesse dans un service de téléphone érotique. Ça n'avait rien de glamour : on était plusieurs filles dans une grande salle, en savates et en survêtement, on simulait l'orgasme au téléphone pendant qu'on gardait un œil sur une série à la télé. C'est ce qui a payé ma première guitare. » C’est en découvrant Pat Metheny lors d'un concert qu’elle décide de devenir chanteuse.
De retour à Palma de Majorque, elle commence à se produire avec des groupes locaux et adapte les chansons africaines de son enfance au flamenco. Elle se nourrit également de jazz et de soul,. Elle se fait remarquer des touristes dans les lieux nocturnes de l'île, au point qu'elle obtient un engagement pour chanter en anglais à Las Vegas, grâce à sa ressemblance, physique et vocale, avec Tina Turner. « Je chantais ses chansons, dansais comme elle, ça a duré un an. »
Dans les années 1990, elle participe à plusieurs productions comme Ombra de La Fura dels Baus ou la bande originale de Km.0. En même temps, elle compose des chansons assez populaires dans le monde européen de la musique House : Ritmo para você, Up to the sky ou Loving you.
En 2000, elle crée l'album Mestizüo avec le pianiste Jacob Sureda. Son premier album personnel, Buika sort en 2005 et attire l'attention sur sa voix exceptionnelle. Elle croise le musicien et producteur Javier Limón, qui se charge de l'opus suivant : Mi Niña Lola.

### Mi Niña Lola

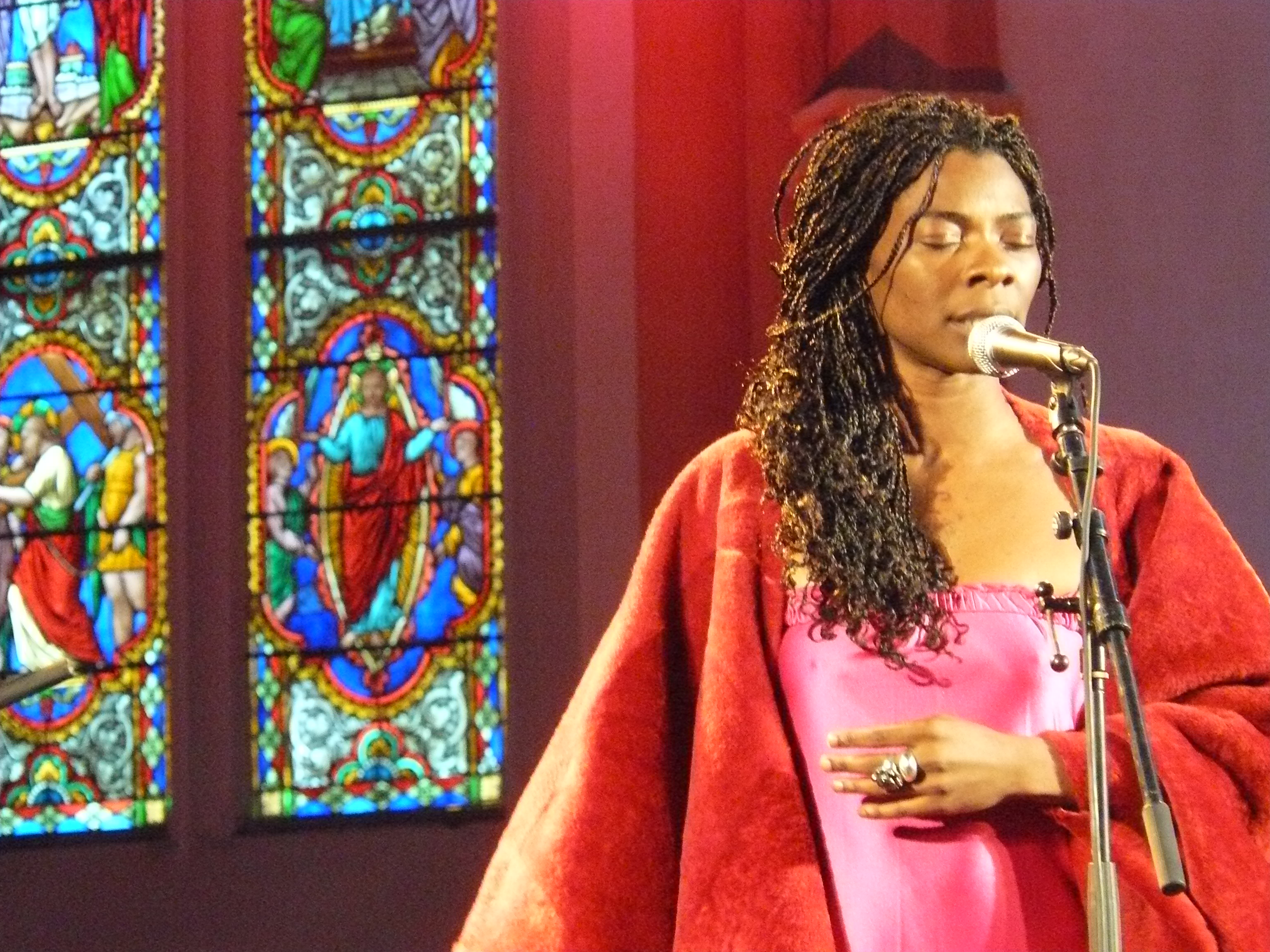
Concha Buika lors du Rhino Jazz festival, en l'église de Villars (Loire, France)

En 2006, Javier Limón, auréolé des succès de ses premiers travaux, Lágrimas Negras, et le dernier Paco de Lucía, Cositas Buenas, lance son label Casa Limón et propose à Concha Buika une esthétique flamenco et une brochette de musiciens d'exception : la guitare de Niño Josele, les percussions de Ramón Porrina et Piraña, le bassiste cubain Alain Pérez, la trompette de Jerry González. Cette production consacre la voix et la poésie de Concha Buika, qui est également capable de composer des choses aussi radicales que Jodida pero contenta (« Foutue mais contente »), la dernière chanson du CD, où elle philosophe sur les bénéfices qu'on peut retirer des expériences douloureuses. Reflet d'une personnalité véhémente qui n'hésite pas, au fil des interviews, à mettre en avant sa bisexualité, et à revendiquer la consommation de cannabis et le téléchargement non payant.
Pour Buika, Mi Niña Lola est « un hommage à [sa] grand-mère qui, comme beaucoup de femmes africaines vivant dans un pays africain appartenant aux Européens, a eu une vie si difficile qu’elle n’imaginait pas qu’on puisse lui dédier une chanson. »
C'est avec cet album que Buika se révèle au public français. « Que le public parle espagnol ou pas ne fait aucune différence pour moi, confie la chanteuse. J'aime qu'il m'entoure, je me confie à lui comme quand, gamine, je rentrais à la maison avec quelque chose à raconter à maman. Le public, les musiciens et moi ne faisons qu'un, c'est ça un concert ».
Mi Niña Lola remporta le titre du Meilleur Album et de la Meilleure Production dans la plus grande compétition en Espagne ; à cette occasion, elle fait découvrir au public son style unique, mêlant les traditions espagnoles et les influences internationales modernes.
En 2006, cet album est deux fois récompensé : aux Latin Grammy Awards et disque d'or en Espagne. Néanmoins, pour Buika ce disque paraît moins important que ses concerts : « Un disque, c'est une chose morte, la photographie d'un instant qui a existé mais qui ne m'intéresse plus. Un merveilleux mensonge. Je n'écoute jamais les miens, je n'ai jamais regardé des images de moi sur scène. Je ne me retourne jamais en arrière, c'est un pacte que j'ai passé avec moi-même. »

### Niña de Fuego

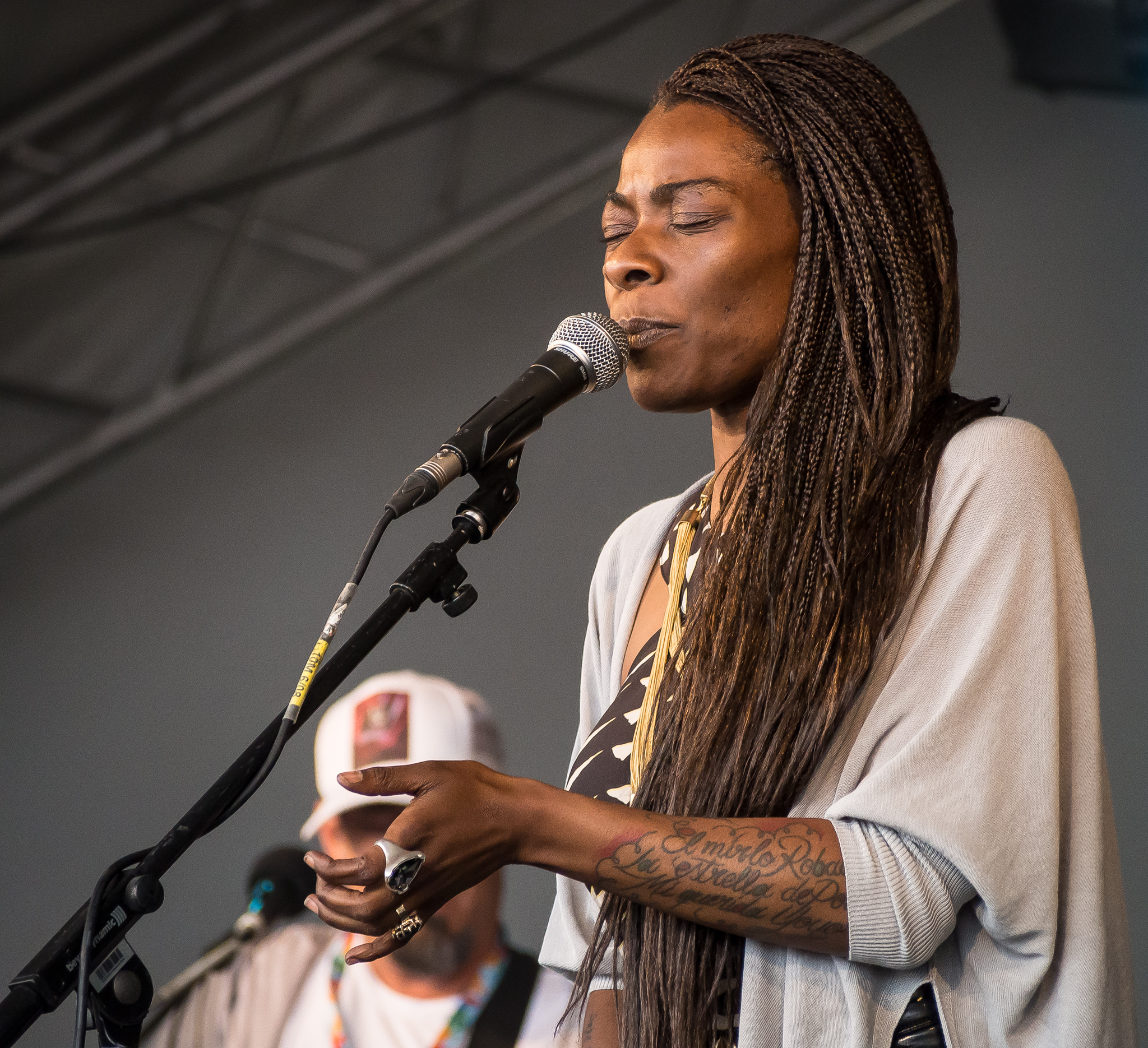
Concha Buika lors du WOMAD de 2006.

Pour ce troisième album, sorti en 2008, Buika chante ses expériences intimes avec des textes personnels ou composés par Javier Limón. Tout en jouant de la guitare flamenco, Javier Limón a fait appel à Ivàn « Melon » Lewis au piano, Dany Noël à la basse et contrebasse, Ramón Porrina et Piraña à la batterie, Carlitos Sarduy aux percussions, Mandela à la trompette et enfin Paquète au trombone.
L'album Niña de Fuego fait la part belle à la copla, la chanson populaire des années 1930 à 1960, telle que l'interprétait Concha Piquer (1906-1990). En effet, Concha Buika interprète La Falsa Moneda, un classique de la copla et la ranchera avec Volver, Volver, du répertoire de tous les chanteurs populaires au Mexique. Elle y interprète également La Bohème, de Charles Aznavour, en espagnol.

### Suite de ses différentes collaborations
Sa tournée mondiale terminée, elle travaille avec Mariza pour créer un duo qui est inclus sur son album Terra (Pequeñas Verdades). De même, elle collabore avec Eleftheria Arvanitaki sur une chanson nommée Mírame. 
En septembre 2009 sort une autre collaboration avec Nelly Furtado sur le titre Fuerte, un hymne à la force des femmes. 
En octobre de la même année sort à travers le monde entier son nouvel album El Último Trago, un hommage à Chavela Vargas et Bebo Valdés, enregistré en public à Cuba Abdalá Studios avec Chucho Valdés et son quatuor.
En 2011, elle apparaît dans La piel que habito, film de Pedro Almodóvar où elle interprète son propre rôle ainsi que deux chansons, Por el Amor de Amar et Se me Hizo Fácil, tandis que sort son album rétrospectif intitulé En mi piel. Cette même année, elle participe à l'enregistrement de l'album Traveller, d'Anoushka Shankar produit par Javier Limon.
En juin 2013, paraît en France le septième album de Buika intitulé Noche más larga, sur lequel elle invite notamment Pat Metheny à la guitare sur le morceau "No lo sé". Cet opus permet à Buika d'obtenir une nomination lors de la 56e cérémonie des Grammy Awards dans la catégorie Meilleur Album de jazz latin.
En 2019, elle tient le lead vocal sur l'album Africa Speaks (en) de Santana, produit par Rick Rubin. À cette occasion, elle se trouve classée dans le Top 10 américain.
En 2020, elle apparaît sur la compilation Piensa en positivo sortie sous le label Universal Music Spain.

## Regards
- « Un artiste n'est pas celui qui chante ou peint, mais celui qui fait de sa vie un art[5]. »
- « Pour moi, la qualité de la musique ne dépend pas de la voix, mais de l’histoire qu’elle véhicule, car la voix fluctue avec les circonstances. Ma voix n’est pas spéciale, je ne l’ai pas travaillée car personne ne peut m’apprendre comment chanter. Toutes les voix sont belles si elles disent des sentiments[4]. »
- « Je ne sais pas ce qu’est l’âme ou la soul. Pour moi, le cœur est un muscle, un point c’est tout, et pour tout vous dire au plus profond de mon cœur, il n’y a que du sang[4]! »

## Discographie
2018 : DeadBeat – Single

## Distinctions
- 2010 : Latin Grammy Awards du meilleur album tropical traditionnel pour El último[réf. nécessaire]
- 2013 : Prix Edison, Jazz/World - Global pour La noche más larga[réf. nécessaire]
- 2022 : Médaille d'or du mérite des beaux-arts, décernée par le Ministère de l'Éducation, de la Culture et des Sports espagnol[9]